# ヒト胎盤性ラクトゲン
ヒト胎盤性ラクトゲン (ヒトたいばんせいラクトゲン、英: human placental lactogen、略称: hPL) あるいは  ヒト胎盤性乳腺刺激ホルモン (ヒトたいばんせいにゅうせんしげきホルモン、英: human chorionic somatomammotropin、略称: HCS) とは、胎盤から分泌されるポリペプチドホルモンである。1963年に発見された。
胎盤性ラクトゲン（乳腺刺激ホルモン）はサル、ヒツジ、ラットなど多くの哺乳類に存在しているホルモンであり、hPLはそのなかでも人間に存在するものを指す。その構造と作用はヒト成長ホルモンと類似している。またヒト成長ホルモンと同様に、hPL遺伝子は17番染色体のq22-24（17q22-24）に存在する。
hPLは妊娠中に胎盤の合胞体性栄養膜から分泌される。分泌されたhPLは抗インスリン作用などにより、妊娠中の母体の糖質・脂質 代謝を調節する。代謝調節の結果として、胎児への栄養供給が促進される。

## 構造
hPLは191個のアミノ酸残基からなる一本鎖のポリペプチドであり、分子量は22,125である。分子内には2個のジスルフィド結合と8個のヘリックスがある。hPLの結晶構造は2.0 Aの分解能のX線回折法で同定された。

## 濃度
hPLは妊娠中にしか存在せず、胎児と胎盤が成長するにつれて母体におけるhPLの血中濃度は上昇する。出産期になると血中濃度は最高に達し、通常は5-7 mg/Lとなる。多胎児を妊娠している場合、血中濃度はより高くなる。hPLは胎児の循環系にはほとんど取り込まれない。hPLの血中半減期は15分である。

## 生理作用
hPLは母体の代謝システムに下記のように作用する。
- 授乳への影響
  - 生物学的試験ではhPLは乳腺を発達させるプロラクチンと近い作用を示すが、hPLがヒトの授乳にどのような役割を果たすかは判明していない。

- 代謝
  - 母体のインスリン感受性を低下させることで、母体におけるグルコースの血中濃度を上昇させる（母体は代償作用としてインスリンを分泌する膵臓のβ細胞を増加させる）。
  - 母体のグルコース消費を抑制することで、胎児に十分な栄養を供給する。
  - 脂肪分解を促進することで遊離脂肪酸を増加させる。母体は遊離脂肪酸をエネルギー源として利用できるので、胎児はより多くのグルコースを利用できるようになる。 また、遊離脂肪酸の分解により生産されるケトンは胎盤を通過し胎児によって利用される。
  - 慢性的な低血糖状態では、hPLは増加する。

これらの機能は母体が栄養失調に陥ったときでも胎児の栄養吸収を補助する。
HPLは、成長ホルモンと似た弱い作用を示す。成長ホルモンと同じ方法で組織においてタンパク質合成を引き起こすからである。しかし、hPLが成長を促進するには成長ホルモンの100倍の量を必要とする。hPL遺伝子のエンハンサーは遺伝子の2kb下流に発見されており、細胞特異的なhPL遺伝子の発現制御に関与している。

## 医学検査におけるhPL
妊娠初期には切迫流産や胞状奇胎の指標として有用である。妊娠後期から末期には胎児-胎盤機能の管理の指標として利用される。

## 関連人物
- 伊藤四十二